# 128 pr. n. št.

## Smrti
- Fraat II. Partski, veliki kralj Partskega cesarstva, ki je vladal od 138-128 pr. n. št. (* 171 pr. n. št.)